# Gare de Bouzonville
Gare de Bouzonville vasútállomás Franciaországban, Bouzonville településen.

## Vasútvonalak
Az állomást az alábbi vasútvonalak érintik:
- Metz–Anzeling-vasútvonal

## Kapcsolódó állomások
A vasútállomáshoz az alábbi állomások vannak a legközelebb:
- Gare de Freistroff
- Niedaltdorf